# Liste der Monuments historiques in Saulny
Die Liste der Monuments historiques in Saulny führt die Monuments historiques in der französischen Gemeinde Saulny auf.

## Liste der Objekte
| Bezeichnung                      | Beschreibung                                     | Standort                      | Kennzeichnung | Schutzstatus | Datum | Bild |
| -------------------------------- | ------------------------------------------------ | ----------------------------- | ------------- | ------------ | ----- | ---- |
| Skulptur Heiliger Eligius        | Jaumont-Stein, erste Hälfte des 15. Jahrhunderts | in der Kirche St-Brice (Lage) | PM57000349    | Classé       | 1968  |      |
| Skulptur Heiliger Vinzenz        | Holz, farbig gefasst, 18. Jahrhundert            | in der Kirche St-Brice (Lage) | PM57000346    | Classé       | 1968  |      |
| Skulptur Heiliger Johann Nepomuk | Holz, farbig gefasst, 18. Jahrhundert            | in der Kirche St-Brice (Lage) | PM57000345    | Classé       | 1968  |      |
| Skulptur Heiliger Sebastian      | Jaumont-Stein, 17. Jahrhundert                   | in der Kirche St-Brice (Lage) | PM57000347    | Classé       | 1968  |      |
| Skulptur Heiliger Martin         | Jaumont-Stein, um 1500                           | in der Kirche St-Brice (Lage) | PM57000348    | Classé       | 1968  |      |